# اندری هرت
اندری هرت (اوکراینی: Андрій Євгенович Герт؛ زادهٔ ۲ سپتامبر ۱۹۹۴) بازیکن فوتبال اهل اوکراین است.